# En fuera de juego
En fuera de juego es una película coproducción de Argentina y España de comedia, dirigida por David Marqués. Fue estrenada el 1 de junio de 2012 en España y el 14 de junio de ese mismo año en la Argentina. Está protagonizada por Diego Peretti, Fernando Tejero, Chino Darín, Carolina Peleritti, Patricia Montero, Hugo Silva, Laura Pamplona, Miquel Benítez y cuenta con la participación especial de Ricardo Darín, y los exfutbolistas Iker Casillas y Martín Palermo.

## Argumento
Javi (Fernando Tejero) es un pícaro representante de chicos que empiezan y de futbolistas de tercera, aunque su mayor fuente de ingresos son los “eventos infantiles” del tipo montar porterías hinchables en los centros comerciales. Sueña con el gran “pelotazo” que cambie su vida, pero tarda en llegar. Ana (Carolina Peleritti) - su mujer -, aunque le quiere, está un poco cansada de su afición por su trabajo. En ese momento, Javi recibe una noticia que lo cambia todo, el Real Madrid está interesado en un joven de 17 años llamado Gustavo César (Chino Darín), un chico que firmó con él de niño cuando Javi estuvo de viaje con Ana en Argentina.
Diego Garrido (Diego Peretti) es un médico solitario y poco sociable que ha crecido odiando el fútbol. Su tío Coco (Ricardo Darín) acaba de sufrir un infarto y cuando va al hospital donde está internado para visitarlo, este le explica que el Real Madrid está interesado en un joven al que entrena y representa - Gustavo César - y que hay un representante español llamado Hugo (Hugo Silva) que pretende quitárselo. El entrenador le hace un chantaje emocional a Diego y éste debe ir a España para dejar las cosas claras haciéndose pasar por el representante del jugador. Obligados por las circunstancias a compartir la representación de Gustavo César, Javi y Diego iniciarán un camino lleno de giros, sorpresas, mentiras, picardías y estrategias varias que cambiará para siempre sus vidas.

## Reparto

### Principales
- Diego Garrido (Diego Peretti): es un ginecólogo argentino que odia el fútbol y que se ve obligado a hacerse pasar por representante de Gustavo César obligado por su tío, que también firmó con el chico cuando era un niño.
- Javi (Fernando Tejero): es un representante de tercera que tiene el golpe de suerte de su vida cuando el Real Madrid se interesa por un joven crack argentino con el que Javi firmó cuando era un niño.
- Gustavo César (Chino Darín): es el crack al que todos pretenden, un joven argentino que, sin querer, está en medio de todas las intrigas y todos los intereses. Su única obsesión es jugar, pero el mundo del fútbol es mucho más complicado que eso.
- Ana Pecoraro (Carolina Peleritti): es la esposa de Javi y está harta de su obsesión por triunfar a toda costa como representante. La llegada del joven crack y de Diego pone a la relación con su marido colgando de un hilo.
- Lourdes (Patricia Montero): es una guapa joven a la que Gustavo César conoce y con la que inicia una relación que oculta a Diego por miedo a que esto interfiera en su carrera.
- Hugo (Hugo Silva): es un joven tiburón de una gran empresa de representación, que va detrás del contrato de Gustavo César y hace todo lo que sea preciso para conseguirlo, para ello Javi y Diego se convierten en su objetivo.
- Gema (Laura Pamplona): es la hermana de Javi y dueña del bar donde éste hace sus “negocios”, se interesará sentimentalmente por Diego.
- Julio Soriano (Pepe Sancho): es un veterano representante que se las sabe todas sobre el mundo del fútbol al que Javi y Diego recurrirán.
- Mónica (Carmen Ruiz): es la secretaria de Javi y cómplice de todas sus locuras y mentiras. Entiende que el contrato de Gustavo César es crucial para que salgan adelante y apoya como puede a Javi.
- López (Carlos Chamarro): es el asistente de Hugo, que le hará el trabajo sucio para intentar conseguir el contrato de Gustavo César.

### Secundarios
- Jordi Sánchez como Jordi.
- Sayago Ayuso como Teo.
- Alfred Picó como Julián.
- Sergio Caballero como Padre.
- Giovanni Bosso Cox como Luis.
- Cristóbal Crespo como Felipe.

### Participaciones especiales / Cameos
- Ricardo Darín como Coco.
- Iker Casillas como Él mismo.
- Martín Palermo como Él mismo.
- Manuel Llorente como Él mismo (expresidente del Valencia CF)
- Pedro Cortés como Él mismo (expresidente del Valencia CF)
- Manuel Esteban como Él mismo (Redactor jefe de Diario As, Colaborador de Carrusel deportivo y El larguero)
- José Ramón de la Morena como Él mismo (Periodista, Director y presentador de El larguero)